# 伊東港

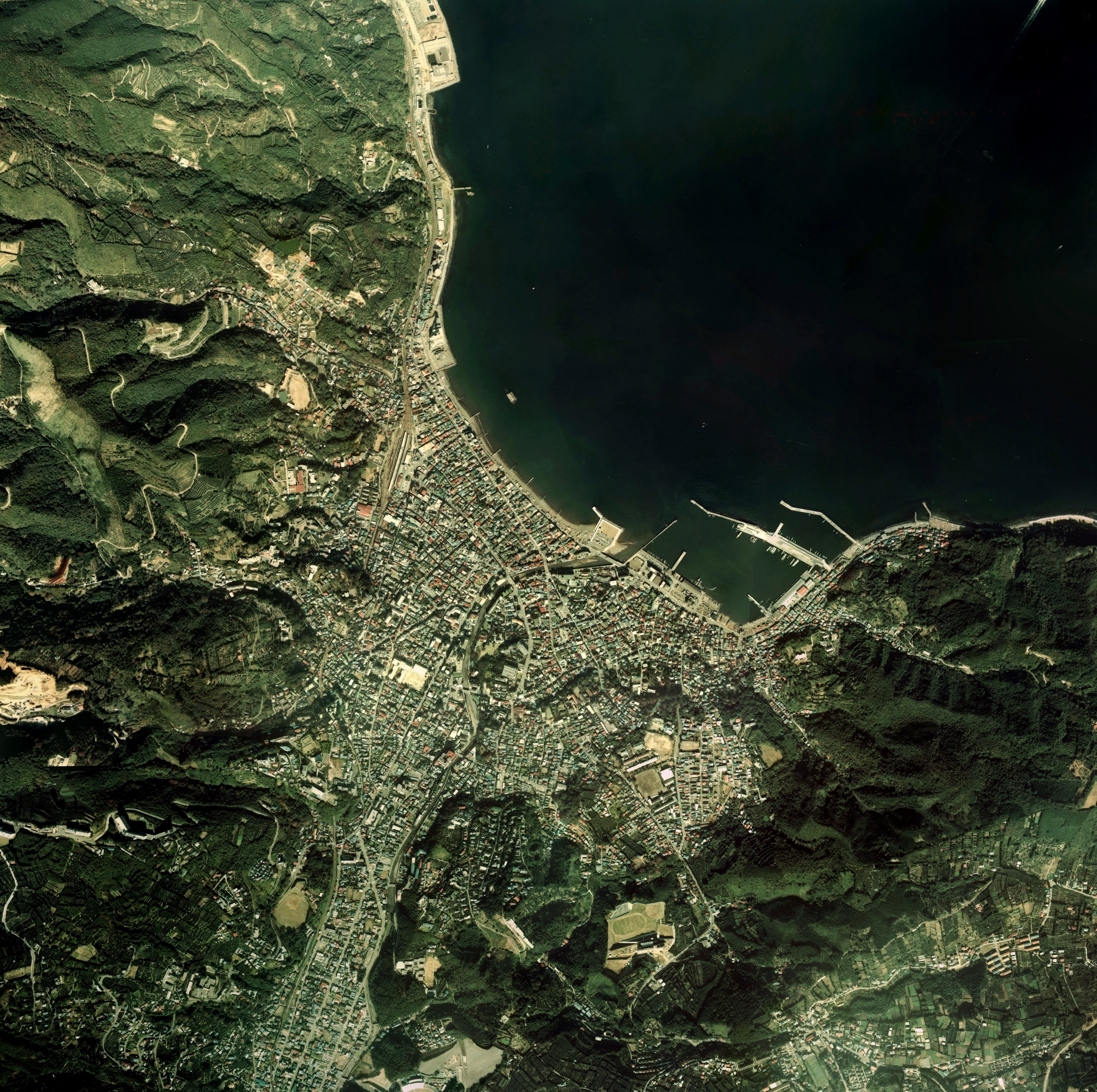
伊東市中心部の空中写真。中央右が伊東港。

伊東港（いとうこう）は、静岡県伊東市にある地方港湾。港湾管理者は静岡県熱海土木事務所用地管理課。統計法に基づく港湾調査規則では乙種港湾に分類されている。
伊豆半島東岸にある港湾で、古くから水産物の水揚港として栄えた。1950年代以降、伊東市の国際観光温泉文化都市（国際観光文化都市）としての発展により、現在は観光港としての機能も大きくなっている。
毎年8月には按針祭が開催され、オレンジビーチで按針祭海の花火大会が行われる。
2015年度の発着数は4,536隻（516,252総トン）、利用客数は17,057人（乗込人員7,891人、上陸人員9,166人）である。

## 航路
東海汽船が伊豆大島へ定期旅客航路を運航するほか、伊東マリンタウンを発着する遊覧船が運航されている。（富士急マリンリゾートによる初島航路は、2019年（平成31年）3月末を以て終了した）

### 東海汽船
- 熱海港 - 伊東港 - 稲取港 - 伊豆大島

高速ジェット船（ジェットフォイル）1往復が寄港する（※時期による、東海汽船の公式サイトで要確認）。
廃止
富士急マリンリゾート
- 伊東港 - 初島

2019年（平成31年）3月末まで、高速船が1日2往復運航されていた。

## 港湾施設

### 湯川・松原地区
海岸環境整備事業によって人工海浜「伊東オレンジビーチ」（L=630m）が整備されている。

### 白石地区
海洋性レクリエーションの拠点として伊東サンライズマリーナが建設され、温浴施設、商業施設、遊歩道などを備えた道の駅「伊東マリンタウン」が併設されている。

### 静海地区
観光桟橋に初島定期旅客航路・大島定期貨物航路が発着する。

## アクセス
伊東駅より徒歩15分またはタクシー5分